# Gouvernement Kazan
Het gouvernement Kazan (Russisch: Казанская губерния;  [Kazanskaja goebernieja], Tataars: Казан губернасы, Qazan gubernası, Tsjoevasjisch: Хусан ке̌перние̌; Choesan Kěperniě) was van 1708 tot 1920 een gouvernement (goebernija) van het Russische Rijk, met haar hoofdstad in Kazan in de huidige autonome republiek Tatarije.

## Geschiedenis

### Bestuurlijke hervormingen
Het gouvernement werd geformeerd in 1708 door tsaar Peter I als een van de acht eerste gouvernementen van het Rijk en omvatte toen de gebieden van de voormalige kanaten Kazan, Sibir en Astrachan met daarbij nog enkele gebieden van de Nogai Horde. Deze gebieden werden eerder geregeerd door de paleisprikaz van Kazan. Het gouvernement werd al snel kleiner; in 1717 werd het gouvernement Astrachan afgescheiden, in 1719 het gouvernement Nizjni Novgorod, in 1744 het gouvernement Orenburg en in 1781 de gouvernementen Vjatka, Simbirsk en Oefa.
Het gouvernement was aanvankelijk onderverdeeld in kavels (доли; doli), daarna vanaf 1719 in provincies (провинции; provintsii) en vervolgens vanaf 1775 in oejezden (уезды). Tot 1796 bestonden de oejezden Kazan, Kozmodemjansk, Laisjev, Mamadysj, Svijazjsk, Spassk, Tetjoesji, Tsarjovokoksjajsk, Tsivilsk, Tsjeboksary, Tsjistopol en Jadrin.

### Ontwikkelingen
In 1774 raakte het gebied sterk betrokken bij de Poegatsjovopstand van Don-Kozak Jemeljan Poegatsjov. Tijdens de regering van Catharina de Grote (1781–1796) was Kazan het centrum van een namestnisjestvo (onderkoninkrijk) met als integraal onderdeel de gouvernementen Kazan, Penza en Saratov.
In april 1861, vlak na de emancipatie van de kleine boeren, brak de Bezdna-opstand uit onder de boerenbevolking van meer dan 5000 dorpen binnen het gouvernement Kazan, die op bloedige wijze werd onderdrukt door de tsaristische troepen. In de jaren 60 van de 19e eeuw werd de islamitische Wäisi-beweging actief in het gouvernement, die ondanks onderdrukking begin 20e eeuw uitgroeide tot het islamitisch socialisme. Deze beweging steunde de sovjets en wist het daarom vol te houden tot in de Grote Zuivering van de jaren 30 haar leiders geëxecuteerd werden en de beweging verdween.

### Einde van het gouvernement
Ten tijde van de Russische Burgeroorlog ontstond de onafhankelijke staat Idel-Oeral in het gebied. Na de verovering hiervan door de bolsjewieken, voerden deze een bestuurlijke hervorming door, waarbij het gouvernement werd opgeheven. Uit het oostelijke deel werd de Tataarse ASSR geformeerd en het westelijke deel werd uiteindelijk verdeeld tussen Tsjoevasjië en Mari El.

## Bevolking en nederzettingen
In 1913 werd de bevolking geschat op 2,85 miljoen, waarvan 38,9% Russen, 31,2% Wolga-Tataren, 22,8% Tsjoevasjen, 5,1% Mari en 1,2% Mordwienen. Er waren toen 7.272 nederzettingen, waaronder 13 steden; Kazan, Arsk, Svijazjsk, Kozmodemjanovsk, Laisjev, Mamadysj, Spassk, Tetjoesji, Tsarjovokoksjajsk, Tsivilsk, Tsjeboksary, Tsjistopol, Jadrin en 2 posads; Mariinski en Troitski.